# Doppellokomotive

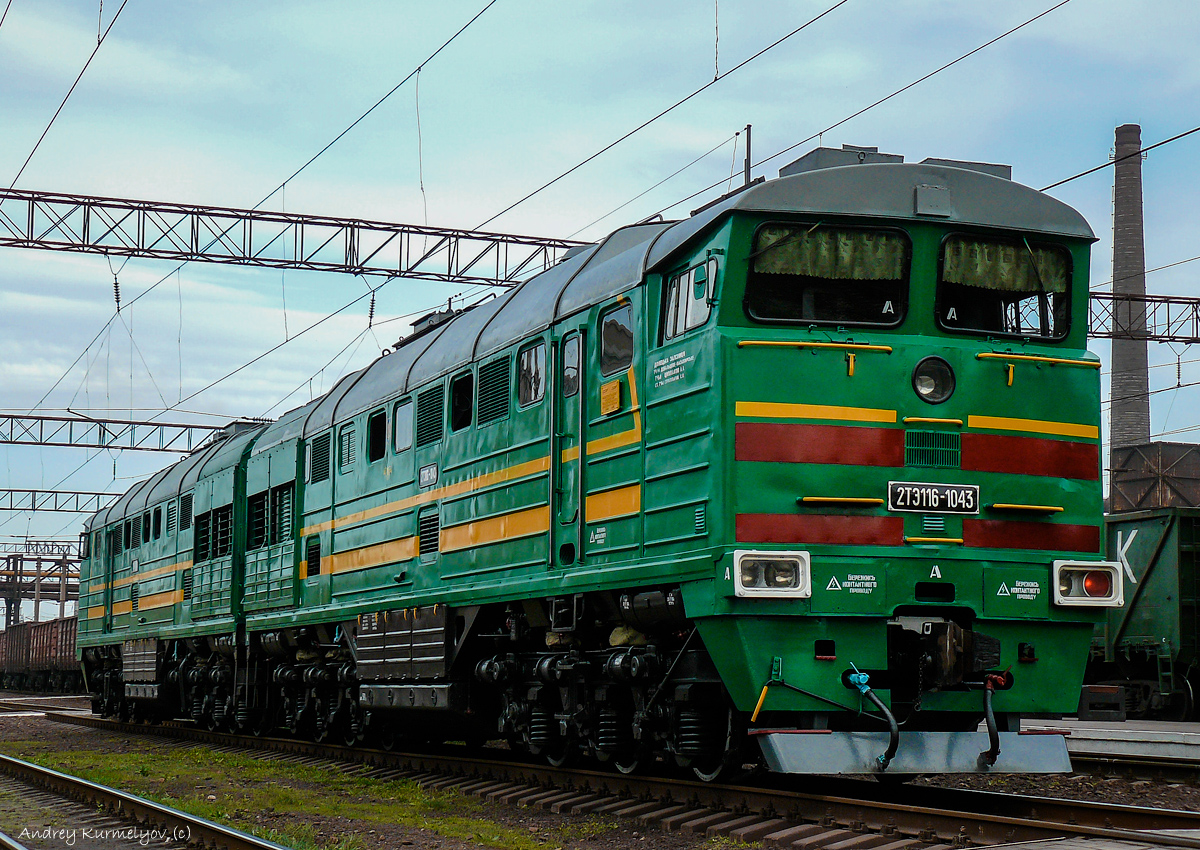
Russische dieselgetriebene Doppellokomotive der Baureihe 2ТЭ116

Eine Doppellokomotive ist eine Lokomotive, die aus zwei Lokhälften besteht, die im Betrieb mit einer Kurzkupplung dauerhaft verbunden sind. Dabei weist jede Lokhälfte, oft Sektion genannt, einen Endführerstand auf.
Doppellokomotiven sind von Gelenklokomotiven zu unterscheiden, die baulich nicht getrennt sind. In diesem Sinne sind Fairlie-Lokomotiven keine Doppellokomotiven, auch wenn sie stellenweise diesen zugeordnet wurden.
Ursprünglich bezeichneten Doppellokomotiven zwei mit der Rückseite aneinandergekoppelte Dampfloks, deren Führerhäuser hinten offen waren.
Doppellokomotiven werden gebaut, um bei der Einsparung zweier Führerstände über die doppelte Zugkraft zu verfügen. Durch die Einsparung von zwei Führerständen gegenüber einer Doppeltraktion und weiterer Vereinfachungen lassen sich Gewicht, Wartungs- und Beschaffungskosten sparen. Nachteilig ist der Ausfall einer großen Traktionsleistung bei Ausfällen und Reparaturen.

## GUS-Länder
Die weitaus größte Zahl Doppellokomotiven werden von den Bahnen der GUS-Staaten eingesetzt. Aus dem mehrere tausend Lokomotiven umfassenden Bestand seien als Beispiel die Gleichstromlokomotiven ВЛ10, ЧС6 und ЧС7, die Wechselstromlokomotive ВЛ80 und die Diesellokomotiven ТЭ2 sowie 2ТЭ116 herausgegriffen. Die Lokomotiven stammen aus verschiedenen Werken, wie zum Beispiel der Lokomotivfabrik Luhansk, der Eisenbahnfabrik Charkow oder der Elektrolokomotivenfabrik Nowotscherkassk. Die in den GUS-Ländern verwendete SA-3-Kupplung erlaubt das Ausnutzen der großen Zugkraft von Doppellokomotiven.

## Europäisches Normalspurnetz

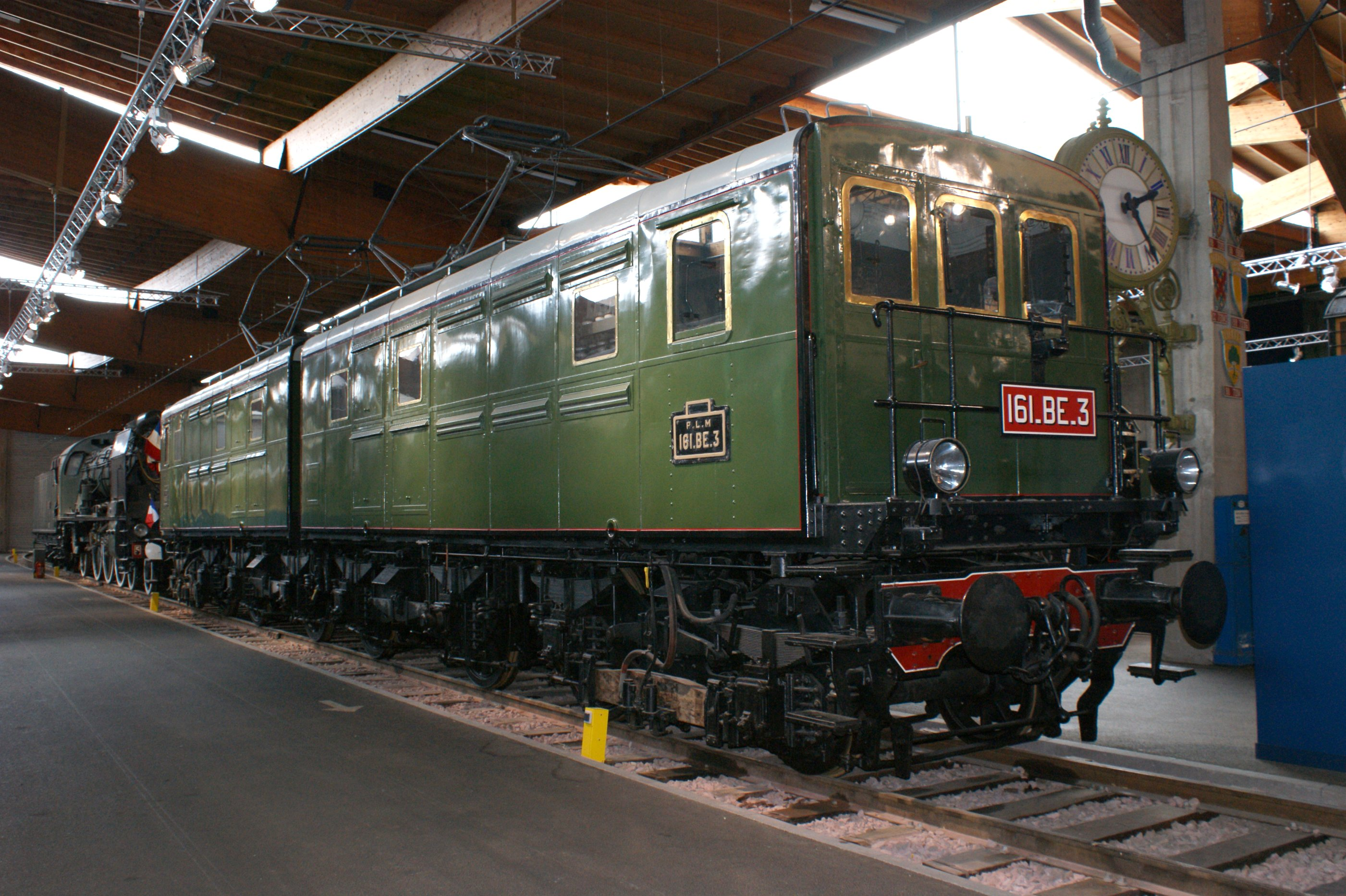
Elektrische Doppellokomotive PLM 161 BE im Eisenbahnmuseum Mülhausen

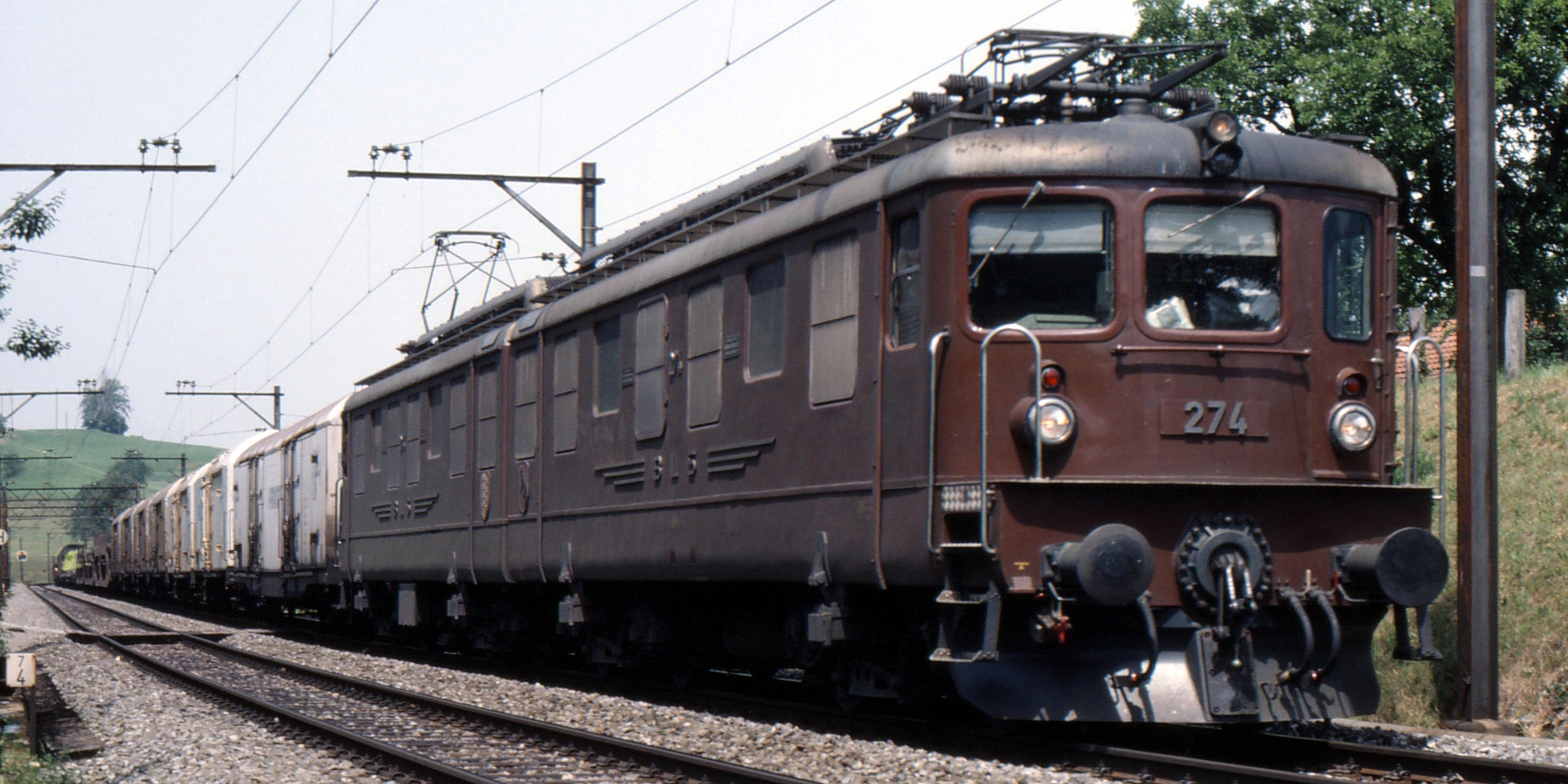
Doppellokomotive BLS Ae 8/8

Auf dem europäischen Normalspurnetz sind Doppellokomotiven selten, denn die Zugkraft moderner achtachsiger Doppellokomotiven würde die Zughakenlast der UIC-Standard-Kupplung überschreiten.
Bei der schwedischen Erzbahn werden von der LKAB die Doppellokomotiven IORE eingesetzt, die von Bombardier gebaut wurden. Die Erzbahn verwendet die in Russland übliche SA-3-Kupplung, um die Zugkraft ihrer Doppellokomotiven auszunützen. Obwohl die beiden Lokhälften mit der SA-3-Kupplung verbunden sind, werden sie im Betrieb nicht getrennt. Vorgängerinnen waren die SJ Dm und die dreiteiligen SJ Dm3.
In Deutschland wurden die Preußische EV 1/2, die Preußische EV 3/4, die Baureihe E 95 und die Wehrmachtslokomotive D 311 entwickelt.
In der Schweiz wurden im letzten Jahrhundert drei SBB Ae 8/14 und fünf BLS Ae 8/8 eingesetzt.
Ein Teil der Ae 8/8 entstanden durch Zusammenfügen zweier Ae 4/4, wobei bei jeder Ae 4/4 ein Führerstand entfernt wurde. Die zwei Stufenschalterantriebe der beiden Lokhälften waren mechanisch gekuppelt.
Mit der Weiterentwicklung der Vielfachsteuerungen verzichtete man auf den Einsatz von Doppellokomotiven und fährt bei Bedarf in Mehrfachtraktion.
Auf Gebirgsbahnen wird die hohe Zugkraft von Doppellokomotiven nur auf verhältnismäßig kurzen Streckenabschnitten benötigt, was den Einsatz solcher Maschinen verteuert.
In Polen wurde eine größere Anzahl von Doppellokomotiven der Baureihen ET40, ET41 und ET42 für die Beförderung von Kohlezügen eingesetzt. Die tschechoslowakische E 479.1 ist heute im Bestand von ZSSK Cargo. Auf ihrer Breitspurstrecke setzt sie die E 469.5 ein. Die rumänische DE 241 war bei ihrer Indienststellung die stärkste Diesellokomotive der Welt.

## Spanien
In Spanien wurden die relativ leistungsschwachen Lokomotiven der RENFE-Baureihe 269 für den Güterverkehr zu Doppellokomotiven der Unterbaureihen 269.750 und 269.850 gekuppelt.

## Japan
1954 bis 1982 setzten die Japanische Staatsbahn (JNR) elektrische Lokomotiven der Baureihe EH10 für die Beförderung von 1200 Tonnen schweren Güterzügen ein. Aktuell im Einsatz stehen Doppellokomotiven der Reihen EH200, EH 500 und EH 800.

## Dampflokomotiven

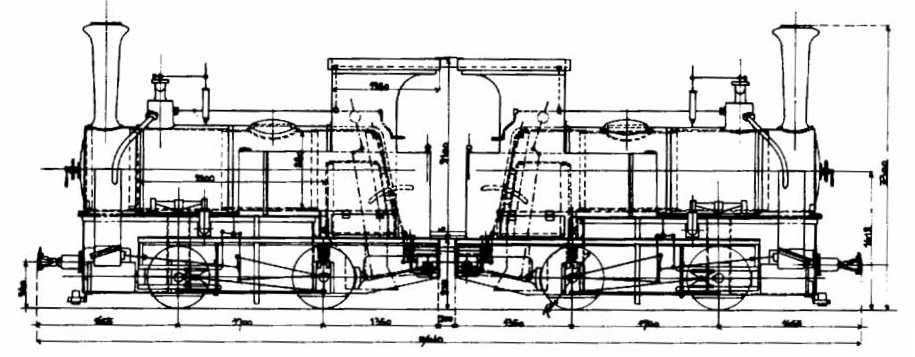
Doppellokomotive der k. u. k. Bosnabahn

Die ersten Doppellokomotiven wurden 1853 für den Betrieb der Bahnstrecke Genua–Alessandria von Robert Stephenson erbaut. In Sachsen gab es die Doppellokomotiven der Baureihe II K (neu). In der Regel bestanden Doppellokomotiven aus zwei- oder dreiachsigen Tenderlokomotiven, bei denen zur Bildung eines Übergangs zur gegenüberliegenden Lokomotive die Rückseite des Führerhauses offen gelassen wurde. Doppellokomotiven waren eine Alternative zu komplizierten Gelenklokomotiven und wurden auf Strecken mit sehr engen Bogenradien eingesetzt.

## Beispiele
- Lokomotiven mit normalen Zug- und Stoßvorrichtungen zwischen den Sektionen: MTAB IORE, ВЛ80, ВЛ10
- Lokomotiven mit Kurzkupplungen, die in der Werkstatt getrennt werden: Ae 8/14, BLS Ae 8/8, 2ТЭ116
- Lokomotiven mit gleichen Lokhälften: IORE, ВЛ80